# Анархо-колективізм

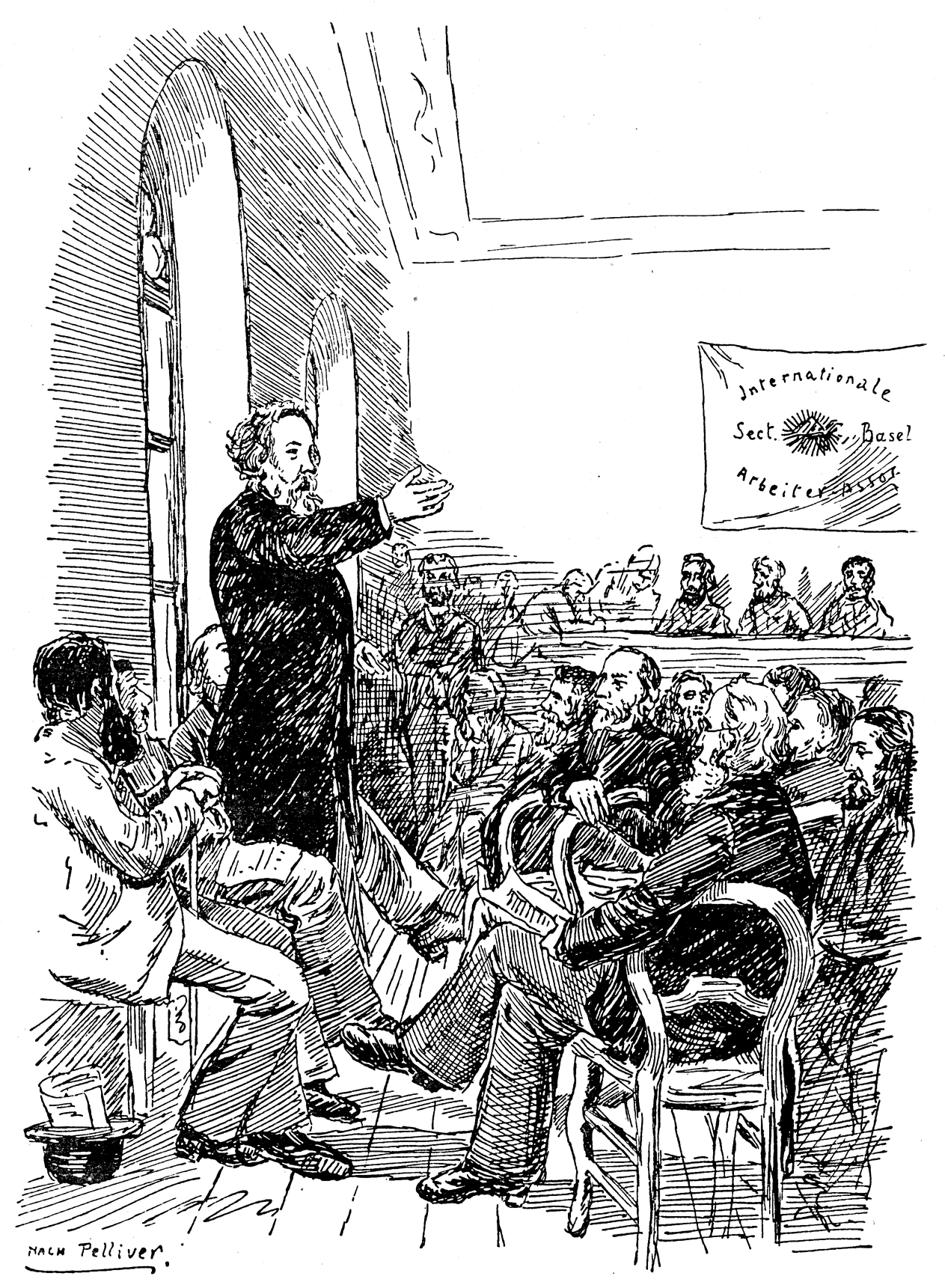
Михайло Бакунін виступає на Базельському конгресі Першого Інтернаціонала 1869 року

Анархо-колективізм, також званий колективістським анархізмом є одним з напрямків революційного соціального анархізму. Найбільший внесок у розвиток цієї теорії вніс анархіст, член Першого Інтернаціоналу Михайло Бакунін. Михайло Бакунін виступав проти державної і приватної власності на засоби виробництва, пропонуючи натомість ідею суспільного розпорядження ними безпосередніми виробниками, через організацію «вільних асоціацій».

## Анархо-колективістські ідеї Бакуніна
Михайло Бакунін виходив з ідеї революційного перетворення суспільства, він вважав, що тільки таким чином може бути створено суспільство, засноване на колективістських засадах. Після того як буде здійснена колективізація засобів виробництва передбачалося зміна системи оплати праці: кожен повинен був отримувати в залежності від відпрацьованого часу, а отримувана за відпрацьований час плата стала б витрачається на товари на загальнокоммунальном ринку.

## Перший Інтернаціонал
Антиавторитарної секції Першого Міжнародного, створеного на Конгресі в Сент-Імьене в 1872 році проголосили, що «прагнення пролетаріату не може мати ніякої іншої мети крім установи абсолютно вільної економічної організації та федерації, заснованої на праці і рівність всіх і абсолютно незалежною від будь-якого політичного уряду, в якому кожен робочий матиме» право користування продукту його праці і таким чином коштів розвитку його повних інтелектуальних, матеріальних і моральних здібностей умовах колективізму «. Дане революційне перетворення могло „бути тільки результатом дій самого пролетаріату, його робочих організацій і автономних комун“.
До кінця дев'ятнадцятого століття більша частина європейського анархістського руху прийняла анархо-комуністичні положення, відстоюю принципи скасування товарно-грошових відносин на користь розподілу продуктів праці за потребами. Як не дивно, термін „колективізм“ ставав у цей час все більш пов'язаним з марксистськими державним соціалізмом, що виражалося в захисті його прихильниками ідеї збереження системи найманої праці на час переходу до повного комунізму. Петро Кропоткін критикував ці ідеї в своєму есе, „Наймана праця в колективістському суспільстві“, яка була перевидана в його книзі „Хліб і воля“ в 1892-му році.

## Теорія
Різниця між колективістським і комуністичним анархізмом лежить у збереженні системи найманої праці після соціалізації колективістами, в той час як анархо-комуністи вважали за необхідне не просто соціалізувати засоби виробництва, а й продукти праці.
Анархо-колективісти не завжди виступають проти використання грошей, в даному питанні їх підхід може бути варіативним. При цьому спочатку анархо-колективісти вважали свої теоретичні дослідження моделлю потенційно можливого переходу до комуністичного анархізму. Джеймс Гільйом, товариш Бакуніна по Першому Інтернаціоналу, писав, що анархо-колективістська суспільство „забезпечить спільне використання знарядь праці, які є власністю кожної з цих груп і які, шляхом двосторонньої угоди, будуть стає колективною власністю всієї … федерації“.
Колективісти висловлюються на користь автономії робочого місця та самоврядування „робітників на різних фабриках не мають ні найменшого наміру передати насилу завойований контроль над знаряддями праці вищої влади, що називає себе“ корпорація».